# یوکو زترلوند
یوکو زترلوند (انگلیسی: Yoko Zetterlund) بازیکن سابق تیم ملی والیبال زنان ایالات متحده آمریکا است.
یوکو در المپیک ۱۹۹۲ مدال برنز را با آمریکا به دست آورد.